# هورتون ۲۱۵۲۷
سیارک ۲۱۵۲۷ (به انگلیسی: 21527 Horton، نامگذاری:1998MV27) بیست و یک هزار و پانصد و بیست و هفتمین سیارک کشف شده‌است که در ۲۴ ژوئن ۱۹۹۸ کشف شد.
قدر مطلق سیارک برابر ۲۹.۵ است.